# Bony d'Aigüissi
El Bony d'Aigüissi és una muntanya que es troba en el terme municipal de la Vall de Boí, a la comarca de l'Alta Ribagorça, i dins del Parc Nacional d'Aigüestortes i Estany de Sant Maurici.

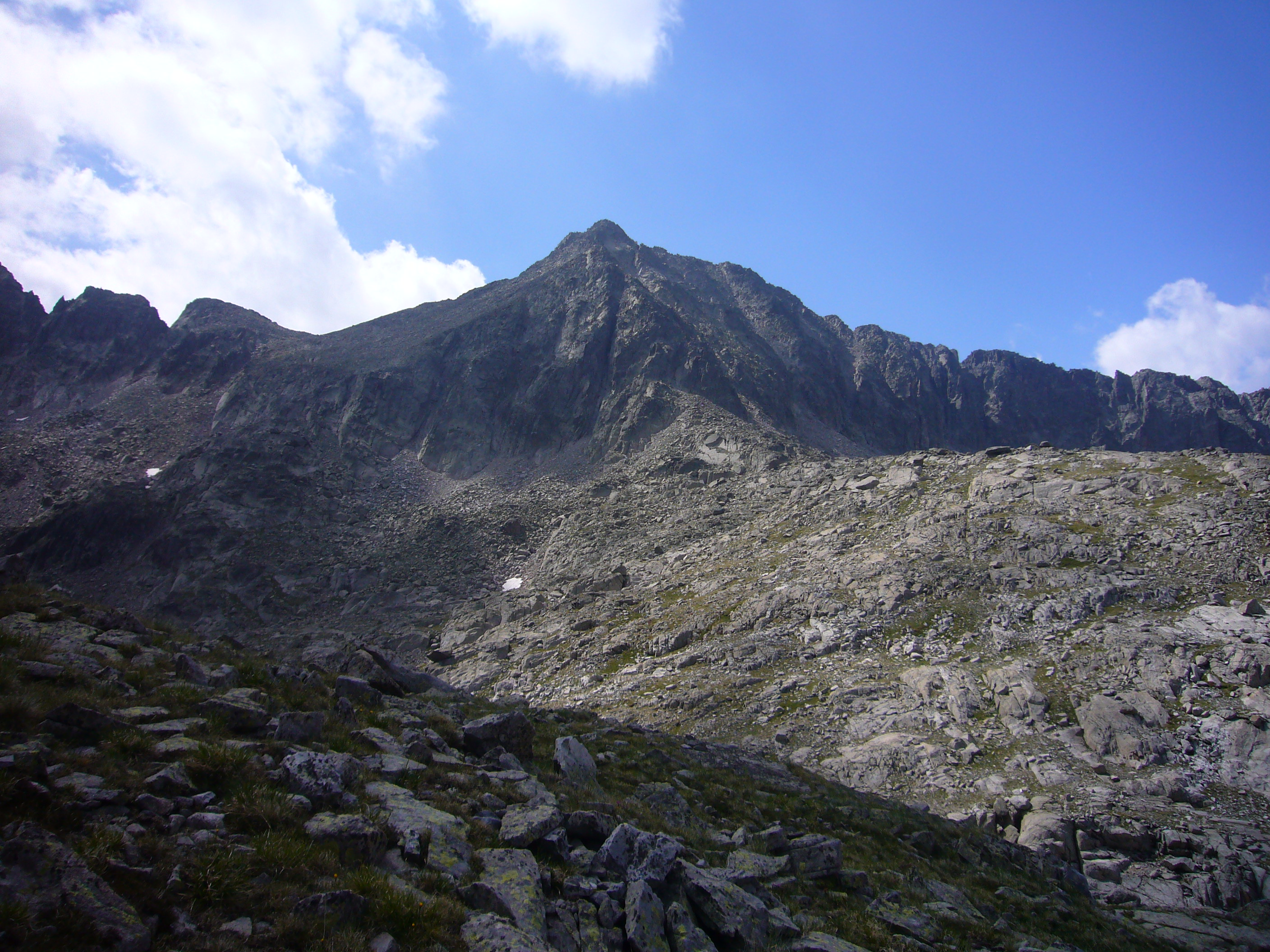
Pic de la Pala Gespadera (al centre) i Bony d'Aigüissi (a la seva dreta), vistos des de la Vall de Comalesbienes.

«El nom prové del llatí "aqua exi", surt aigua».
El pic, de 2.876,1 metres, s'alça a la carena que separa la Vall de Comalesbienes (NNO), la Vall de Sarradé (E) i Aigüissi (S); amb el Pic de la Pala Gespadera al nord-est, els Pics de Comaltes a l'oest i el Colladó d'Aigüissi al sud.
|}